# CeDeCe
CeDeCe - Companhia de Dança Contemporânea é uma companhia de reportório, fundada em Abril de 1992 e dirigida artisticamente por Maria Bessa e António Rodrigues desde a sua fundação em Setúbal. O seu dia a dia de trabalho realiza-se em Alcobaça, no Celeiro do Mosteiro de Santa Maria de Alcobaça.
Em Junho de 2003, a CeDeCe saiu de Setúbal cidade em litígio com a autarquia local, instalando-se provisoriamente no Centro de Dança de Oeiras. Em 2004, assinou um protocolo assinado com o Instituto das Artes e com as câmaras municipais de Alcobaça e Óbidos, localidades onde a companhia passaria a dispor de espaços (Celeiro do Mosteiro de Alcobaça e Casa de Santiago) para desenvolver o seu trabalho.
A assinar o seu vasto reportório da CeDeCe destacam-se Gagik Ismailian, V. Wellenkamp, O. Roriz, J. Heckman, M. Haim, D. Sing Buller, G. Smith e A. Rodrigues. Destaca ainda coreografias sobre temas que lhe foram encomendados - Dançar Zeca Afonso (Lisboa 94/A. Rodrigues) e A Sibila sobre o conhecido romance de A. Bessa-Luis (Acarte 98/A. Rodrigues), bem como a Cidade Perdida e Mecânica de G. Ismailian entre muitas outras obras deste coreógrafo.
A Companhia de Dança de Setúbal recebeu o Prémio Bordalo 1996, na categoria Bailado, entregue pela Casa da Imprensa em 1997.
Em 2007 a CeDeCe cria o "Exchange Festival-1 Festival Internacional de Dança de Alcobaça" que repete em 2008.
Deste intercâmbio nasce a colaboração com a Companhia Nacional da Croácia (Rijeka) apresentando uma co-produção, Ancient Times Today, com coreografias de L. Sousa e Stasa Zurovac.
A CeDeCe prefez 18 anos de actividade contínua em Abril de 2010, contando no currículo espectáculos um pouco por todo o país e ainda na Alemanha, Inglaterra, Suíça, Escócia, Irlanda, Macau, Itália, Brasil, Espanha ou Croácia.